# Língua zigula
Zigula (Zigua) é uma língua Banta falada na Tanzânia e na Somália, sendo nesta última chamada Mushunguli (ou dialeto Mushungulu), por cerca de 380 mil pessoas..

## Mushunguli
O Mushunguli é falado por cerca de 23 mil pessoas da etnia Bantu minoritária do sul da Somália em Jamaame, Kismayo, Mogadíscio e no vale do rio Juba.
A língua mostra afinidades com outras variedades Bantas adjacentes. Em particular, Mushunguli compartilha fortes semelhanças léxicas e gramaticais com a língua do povo zigua da Tanzânia, que vive em áreas no sudeste da África de onde muitos bantos da Somália foram capturados como escravos durante o século XIX.
 Ethnologue observa que os Mushunguli da Tanzânia são o povo Zigula ou Wazegua.
Muitos dos homens Mushunguli Bantus usam para o trabalho línguas afro-asiáticas dos Somalis da região, tais como o próprio Somali e o Maay.

## Fonologia
Não há uma ortografia tradicional oficial, embora se use o alfabeto latino, para o Mushunguli. Porém, na se usam as práticas já usuais para as línguas bantas com os devidos diacríticos fonéticos. Ver tabela com os sons da língua:

### Vogais
|         | Frontal | Posterior |
| ------- | ------- | --------- |
| Fechada | ɪ       | ʊ         |
| Média   | ɛ       | ɔ         |
| Aberta  | a       | a         |

### Consoantes
|             |             | Labial | Alveolar | Palatal | Velar |
| ----------- | ----------- | ------ | -------- | ------- | ----- |
| Nasal       | Nasal       | m      | n        | ɲ       | ŋ     |
| Oclusiva    | plana       | p      | t        | t͡ʃ      | k     |
| Oclusiva    | Implosiva   | ɓ      | ɗ        | ʄ       | ɠ     |
| Fricativa   | Surda       | f      | θ ~ s    | ʃ       |       |
| Fricativa   | Sonora      | v      | ð ~ z    |         | ɦ     |
| Aproximante | Aproximante | w      | l        | j       | ɦ     |
| Vibrante    | Vibrante    |        | ɾ        |         |       |

As fricativas [z] e [s] variam livremente com [ð] e [θ], respectivamente.

## Amostra de texto
- 1.	Yesu niyo alongozwa ni Muye Ukukile kwe nyika chani ajezwe ni Mwavu.
- 2.	Eze afunge kudya kwa mazuwa milongo mine chilo na msi, Yesu niyo alumwa nisala.
- 3.	Niyo Mwavu ambasa nakumgamba, “Uneva wi mwana Chohile, yahitwile mayuwe yano yatende migate.”
- 4.	Mna Yesu ahitula, “Mawandiko Yakukile yagamba, ‘Wantu hawakudaha kwikala kwa migate iyodu, mna kwa chila ulosi Chohile akulonga.’ ”

(Matayo 4, 1-4) 
Português
- 1. Então Jesus foi levado do Espírito ao deserto para ser tentado pelo diabo.
- 2. *E, depois de jejuar quarenta dias e quarenta noites, ficou com fome.
- 3. E, chegando-lhe o tentador, disse: Se tu és o Filho de Deus, ordena que estas pedras sejam feitas pão.
- 4. Mas ele respondeu e disse: Está escrito: Não só de pão viverá o homem, mas de toda palavra que sai da boca de Deus.

(Mateus4, 1-4) 